# Sermages
Sermages ist eine französische Gemeinde mit 191 Einwohnern (Stand: 1. Januar 2022) im  Département Nièvre in der Region Bourgogne-Franche-Comté. Sie gehört zum Arrondissement Château-Chinon (Ville) und zum Kanton Luzy.

## Geographie
Sermages liegt etwa 57 Kilometer östlich von Nevers am Rande des Morvan. Umgeben wird Sermages von den Nachbargemeinden Saint-Péreuse im Norden, Dommartin im Norden und Nordosten, Saint-Hilaire-en-Morvan im Nordosten, Saint-Léger-de-Fougeret im Osten, Moulins-Engilbert im Süden und Südwesten sowie Maux im Westen und Nordwesten.

## Bevölkerungsentwicklung
| Jahr                       | 1962 | 1968 | 1975 | 1982 | 1990 | 1999 | 2006 | 2011 | 2016 |
| -------------------------- | ---- | ---- | ---- | ---- | ---- | ---- | ---- | ---- | ---- |
| Einwohner                  | 350  | 319  | 264  | 255  | 241  | 229  | 225  | 207  | 189  |
| Quellen: Cassini und INSEE |      |      |      |      |      |      |      |      |      |

## Sehenswürdigkeiten

Kirche Saint-Pierre

- Kirche Saint-Pierre

## Persönlichkeiten
- Georges Mathé (1922–2010), Onkologe

## Gemeindepartnerschaften
Mit der deutschen Gemeinde Mettendorf in Rheinland-Pfalz besteht eine Partnerschaft.